# 馬里 (阿肯色州)
馬里（英語：Marie）是一個位於美國阿肯色州密西西比縣的城鎮。

## 地理
馬里的座標為35°36′40″N 90°04′58″W / 35.61111°N 90.08278°W，而該地的平均海拔高度為72米（即236英尺）。

## 人口
根據2020年美國人口普查的數據，馬里的面積為0.38平方千米，皆為陸地。當地共有人口108人，而人口密度為每平方千米284人。